# Lonicera lanceolata
Lonicera lanceolata är en kaprifolväxtart som beskrevs av Nathaniel Wallich. Lonicera lanceolata ingår i släktet tryar, och familjen kaprifolväxter. Utöver nominatformen finns också underarten L. l. glabra.